# John E. Douglas
John Edward Douglas (18 de junho de 1945) é um escritor e agente federal americano aposentado que por muitos anos chefiou uma unidade do Federal Bureau of Investigation (FBI), a polícia federal dos Estados Unidos. Ele foi um dos pioneiros no trabalho acadêmico de criar perfis de criminosos, em especial assassinos em série, e mais tarde escreveu vários livros sobre psicologia criminal.
Seu trabalho com psicologia foi vital para a polícia dos Estados Unidos entender e mapear perfis de diferentes criminosos. Douglas criou e chefiou o programa de Perfil Criminal do FBI e depois foi apontado como chefe da Unidade de Apoio  Investigativo, uma divisão do Centro para Análise de Crimes Violentos (NCAVC). Assim, ele viajava por todos os Estados Unidos, instruindo policiais e agentes do FBI. Para entender a mente dos criminosos, Douglas começou a entrevistar notórios assassinos em série, estupradores e pessoas condenadas por crimes violentos. Entre os entrevistados para os seus estudos, estavam alguns dos criminosos mais notórios da história dos Estados Unidos, como David Berkowitz, Ted Bundy, John Wayne Gacy, Charles Manson, Lynette Fromme, Sara Jane Moore, Edmund Kemper, James Earl Ray, Sirhan Sirhan, Richard Speck, Donald Harvey, Gary Ridgway e Joseph Paul Franklin. Ele usou estas informações para escrever diversos livros, mais especificamente o Sexual Homicide: Patterns and Motives, seguido pelo Crime Classification Manual (CCM), um documento importante para a análise de comportamento criminal utilizado pelo FBI até os dias atuais. Posteriormente, recebeu dois Prêmios Thomas Jefferson por excelência acadêmica pela Universidade da Virgínia.
Ele se aposentou do FBI em 1996, mas continuou a escrever livros sobre crimes, auxiliado por outros escritores profissionais, como Mark Olshaker.

## Publicações

### Não-ficção
- Douglas, John E., Ann W. Burgess, R.N., D.N Sc., Allen G. Burgess, Robert K. Ressler. Crime Classification Manual: A Standard System for Investigating and Classifying Violent Crimes. Lexington, Mass.: Lexington Books. 1992. ISBN 978-0-669-24638-4
- Douglas, John E., Mark Olshaker. Mindhunter: Inside the FBI's Elite Serial Crime Unit. New York: Scribner. 1995. ISBN 978-0-671-01375-2
- Douglas, John E., Mark Olshaker. Journey into Darkness. New York: Scribner. 1997. ISBN 978-0-684-83304-0
- Douglas, John E., Mark Olshaker. Obsession: The FBI's Legendary Profiler Probes the Psyches of Killers, Rapists and Stalkers and Their Victims and Tells How to Fight Back. New York: Scribner. 1998. ISBN 978-0-684-84560-9
- Douglas, John E. Guide to Careers in the FBI. New York: Simon and Schuster. 1998. ISBN 978-0-684-85504-2
- Douglas, John E., Mark Olshaker. The Anatomy of Motive: The FBI's Legendary Mindhunter Explores the Key to Understanding and Catching Violent Criminals. New York: Scribner. 1999. ISBN 978-0-684-84598-2
- Douglas, John E., Mark Olshaker. The Cases That Haunt Us. New York: Scribner. 2000. ISBN 978-0-684-84600-2
- Douglas, John E., John Douglas' Guide to the Police Officer Exams."Kaplan Publishing. 2000. ISBN 978-0-684-85506-6
- Douglas, John E., Stephen Singular. Anyone You Want Me to Be: A True Story of Sex and Death on the Internet. New York: Scribner. 2003. ISBN 978-0-7432-2635-6
- Douglas, John E. John Douglas's Guide to Landing a Career in Law Enforcement. McGraw-Hill. 2004. ISBN 978-0-07-141717-4
- Douglas, John E., Ann W. Burgess, R.N., D.N Sc., Allen G. Burgess, Robert K. Ressler. Crime Classification Manual: A Standard System for Investigating and Classifying Violent Crimes, 2nd Edition. San Francisco: Jossey-Bass. 2006. ISBN 978-0-7879-8642-1
- Douglas, John E., Johnny Dodd. Inside the Mind of BTK: The True Story Behind the Thirty-Year Hunt for the Notorious Wichita Serial Killer. San Francisco: Jossey-Bass. 2007. ISBN 978-0-7879-8484-7
- Douglas, John E., Mark Olshaker. Law & Disorder. New York: Kensington 2013. ISBN 978-0-7582-7312-3
- Mindhunter: Inside the FBI's Elite Serial Crime Unit, October 24, 2017, with Mark Olshaker.
- Douglas, John E., Mark Olshaker. The Killer Across the Table: Unlocking the Secrets of Serial Killers and Predators with the FBI's Original Mindhunter. New York: HarperCollins. 2019. ISBN 978-0-0629-1063-9

### Ficção
- Douglas, John E., Mark Olshaker. Broken Wings (Mindhunters). Atria. 1999. ISBN 978-0-671-02391-1
- Douglas, John E. Man Down: A Broken Wings Thriller. (alternate title: Man Down, Vol. 2) Atria. 2002. ISBN 978-0-671-02392-8